# Airblade
Airblade är ett futuristiskt sportspel som släpptes som TV-spel för Playstation 2 år 2001. Spelet utvecklades av Criteroin Games och Namco.
Airblade är ett annorlunda sportspel eftersom sporten, hoverboarding, inte finns i verkligheten. Inspiration är hämtad från filmen Tillbaka till framtiden II där fenomenet hoverboarding - skateboard på en svävande bräda istället för en på hjul - förekommer. Spelet sålde väldigt dåligt i förhållande till liknande spel som Tony Hawk's Pro Skater 4 och SSX.